# 约翰·波特曼
约翰·波特曼（英語：John Calvin Portman Jr., 1924年12月4日—2017年12月29日）是一位美国知名建筑师，美国建筑师学会会士。

## 生平
1924年出生于南卡羅來納州，1950年获得佐治亚理工学院建筑学学士学位。1953年成立自己的建筑设计事务所。参与设计多座世界知名建筑物，包括北京银泰中心、明天廣場、外滩中心、上海商城、浙江财富金融中心、内河码头中心、文艺复兴中心、新加坡文華東方酒店、新加坡泛太平洋酒店、新加坡滨华大酒店、以及取消计划的102仁川塔。
2017年12月29日，在亚特兰大去世，享年93岁。

## 设计作品

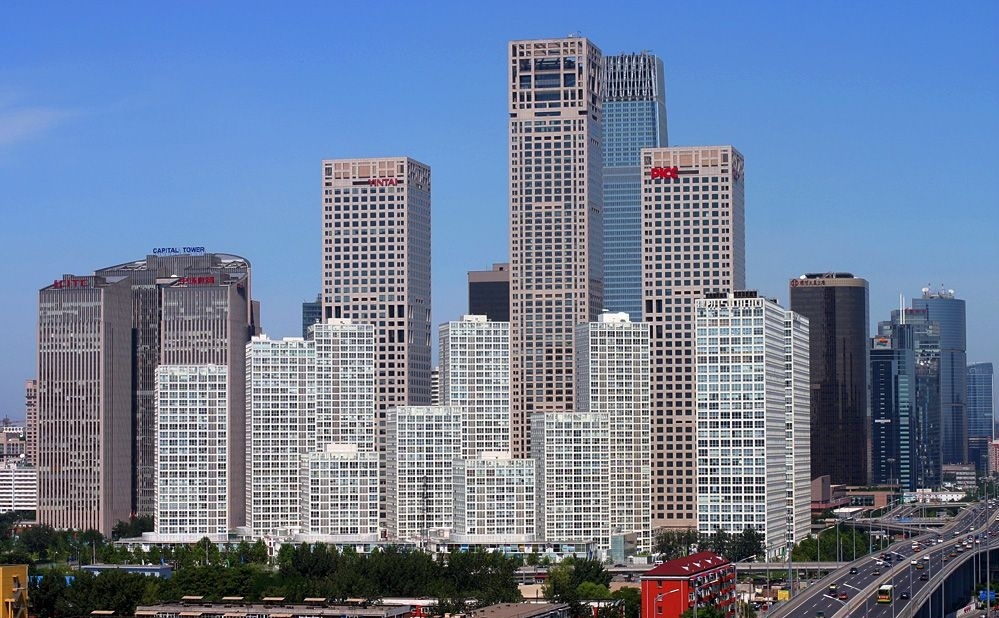
北京银泰中心
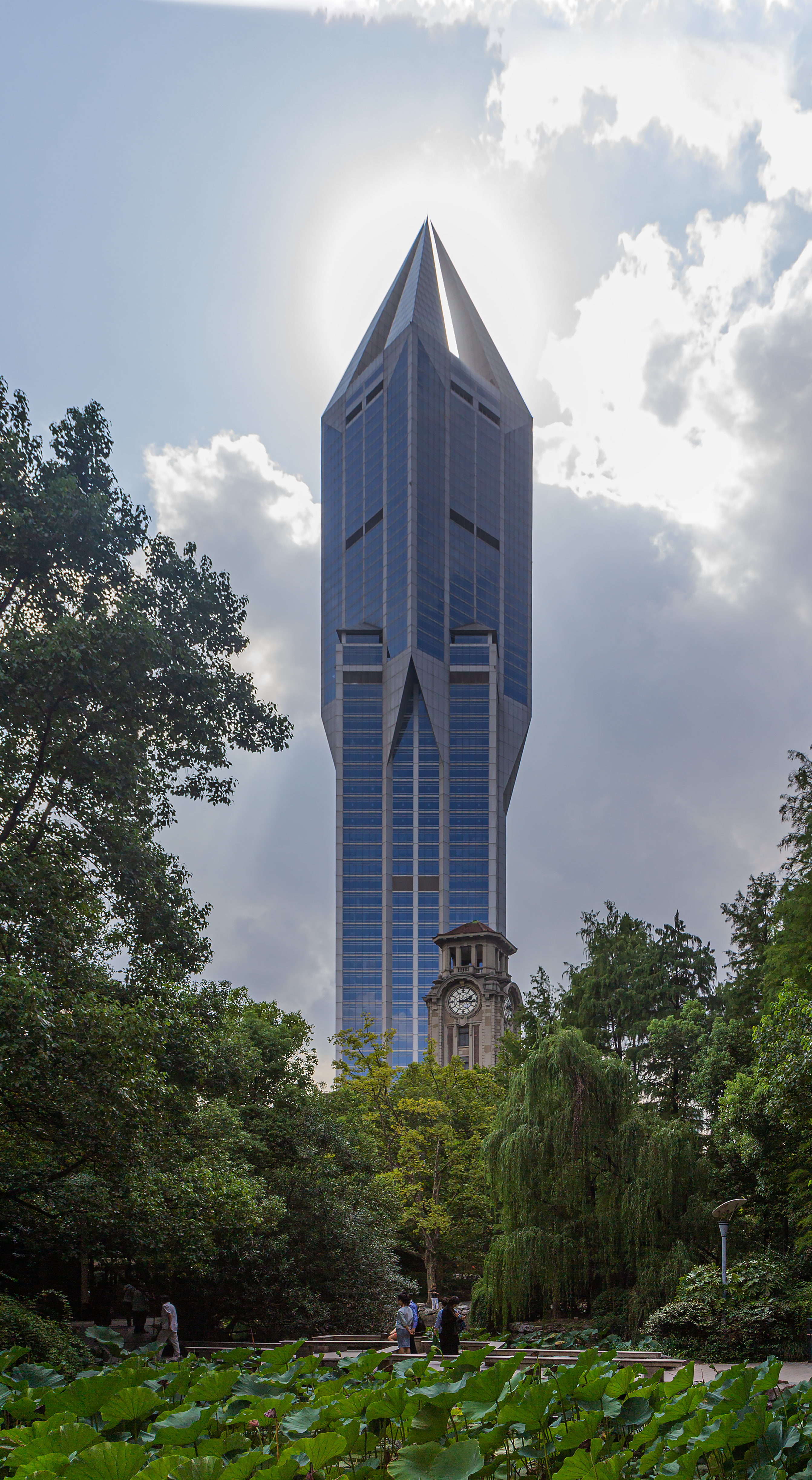
明天廣場
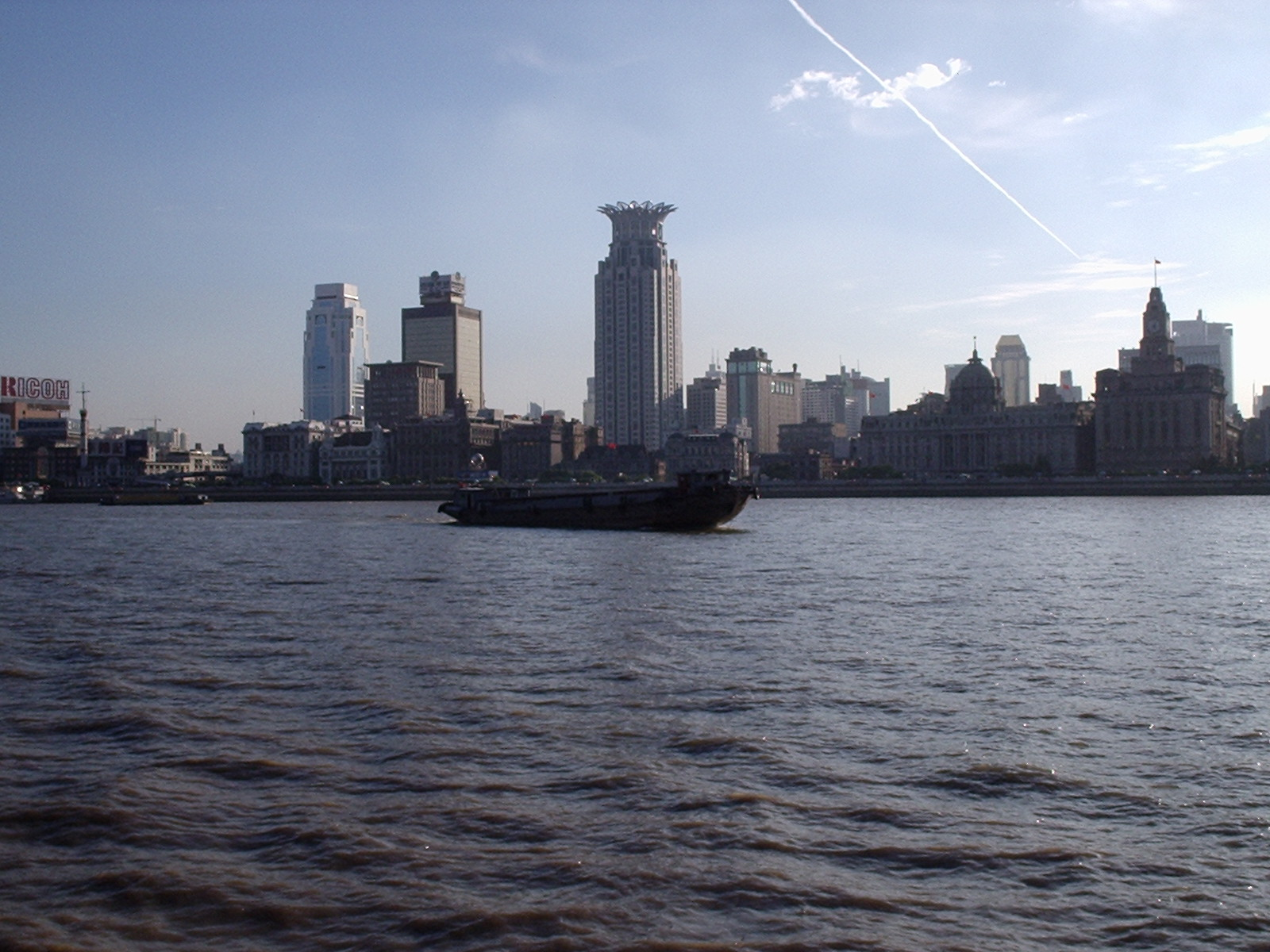
外滩中心
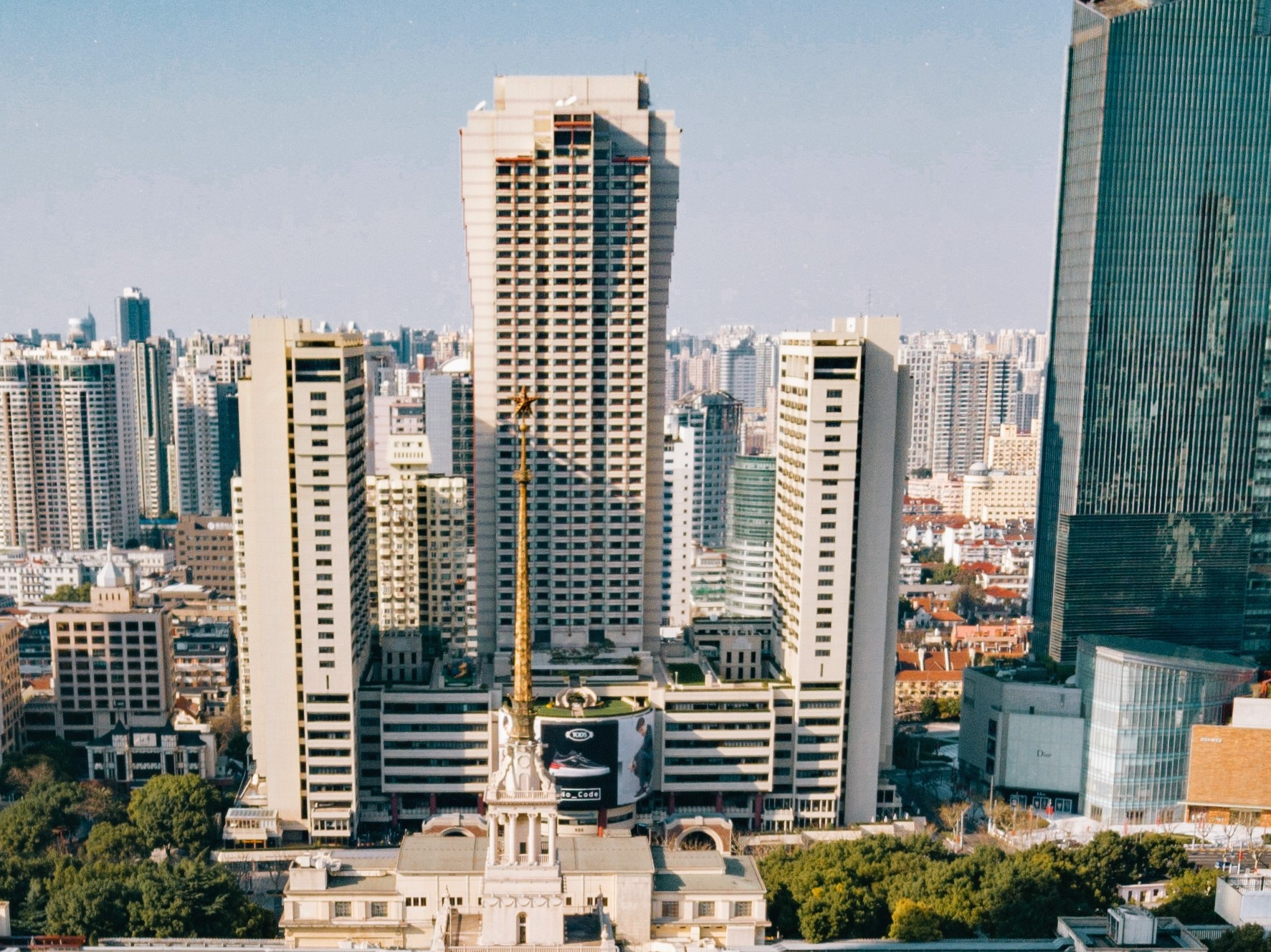
上海商城
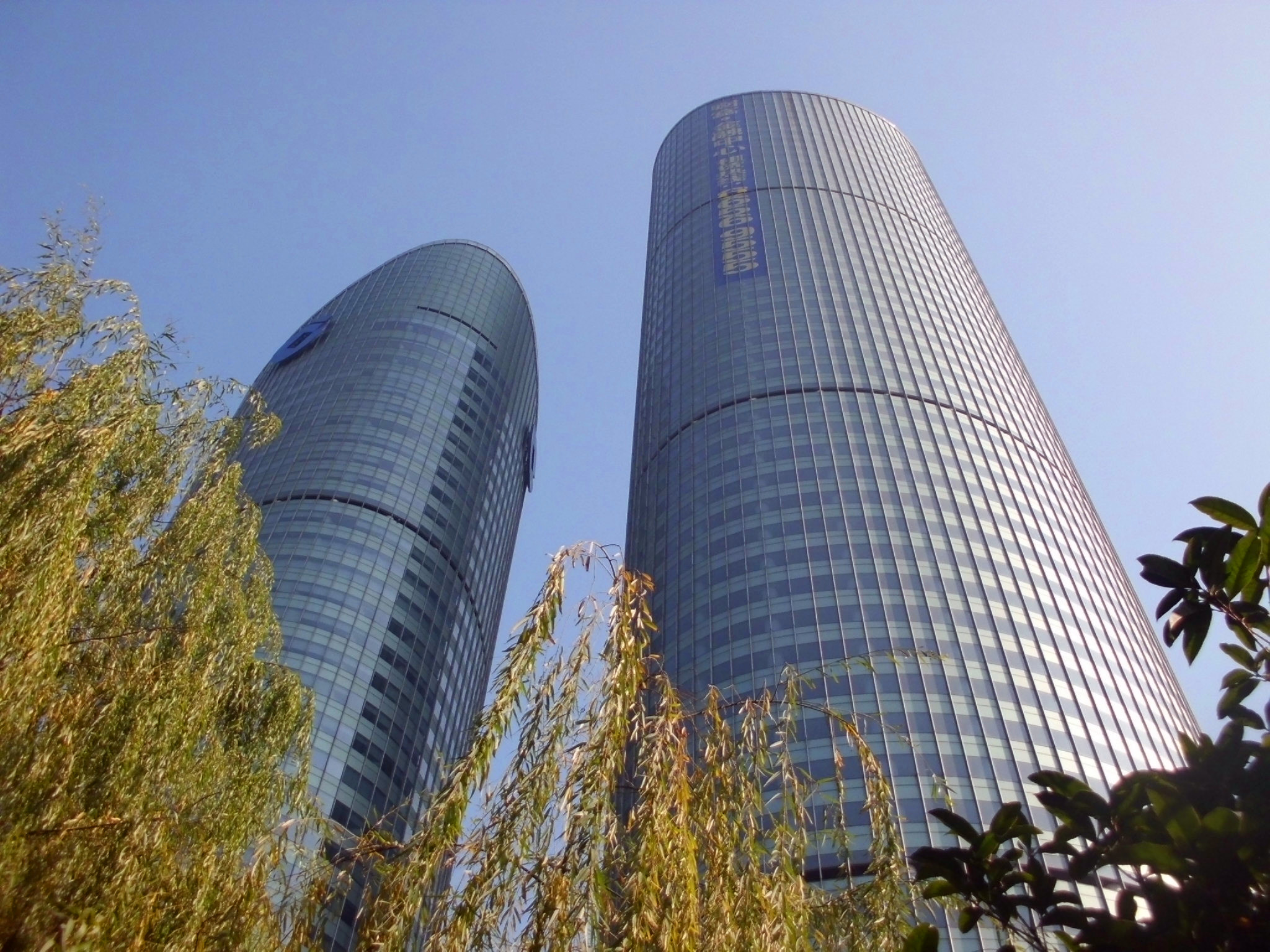
浙江财富金融中心
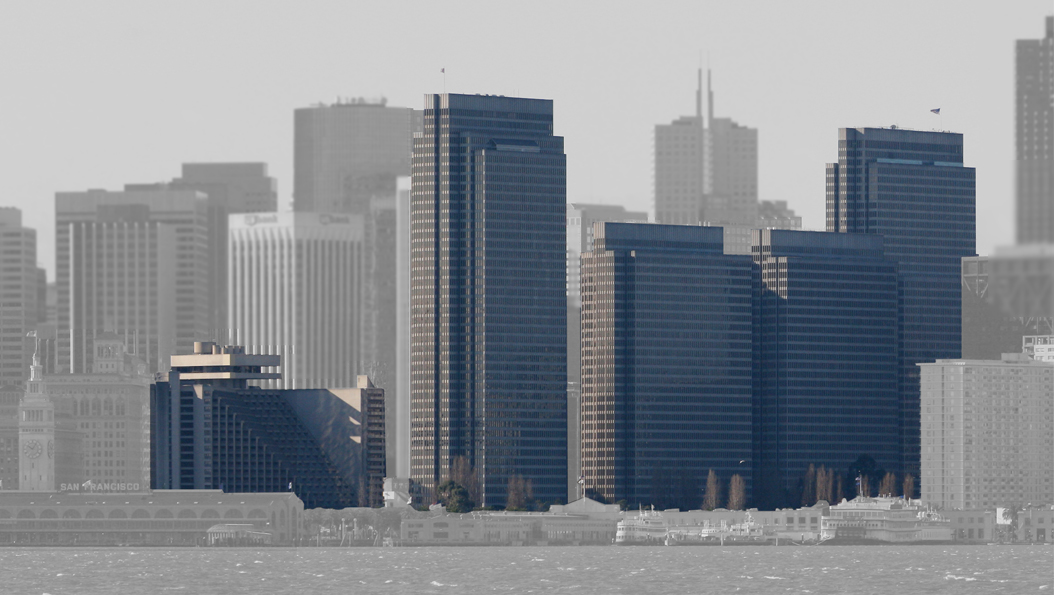
内河码头中心
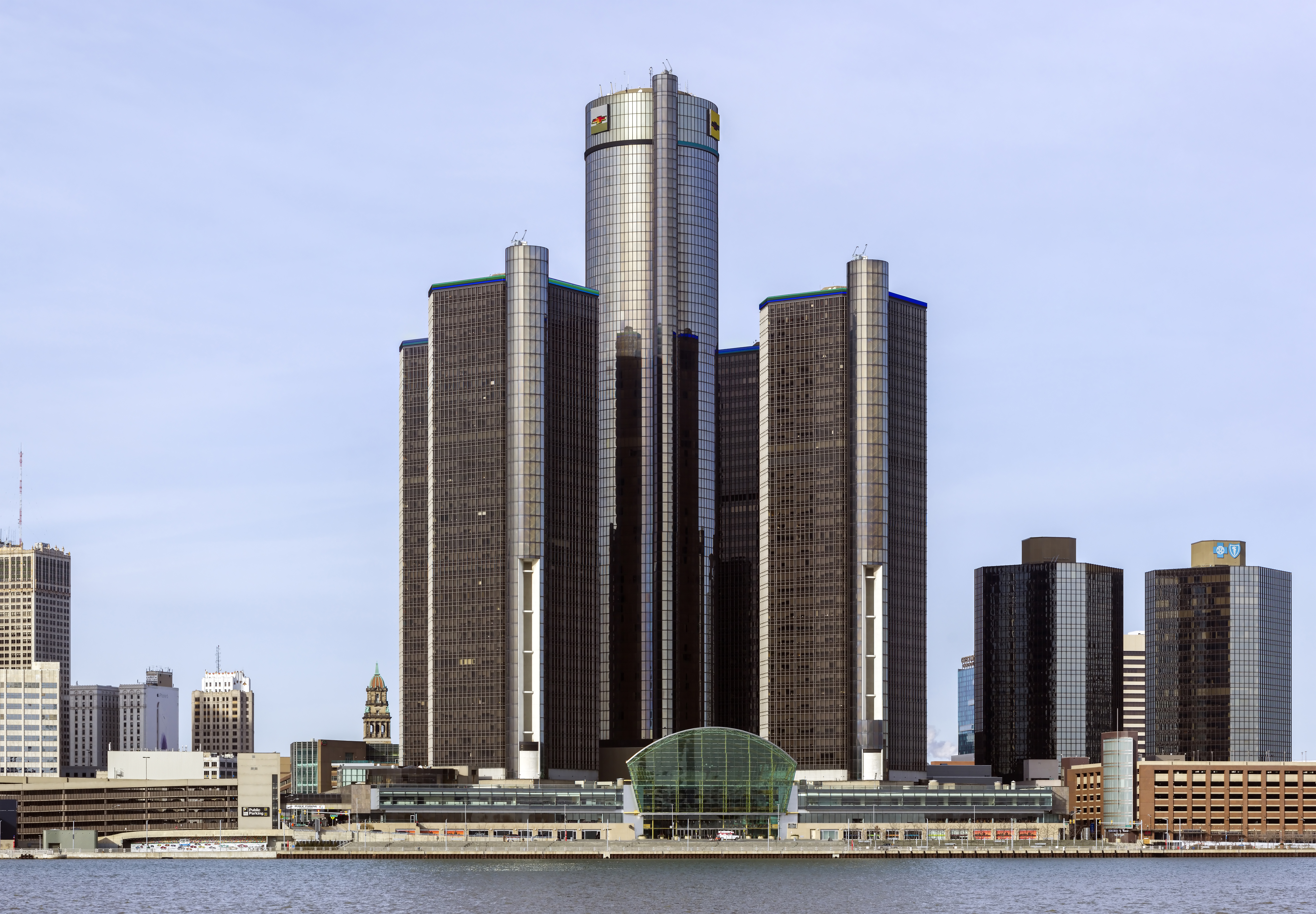
文艺复兴中心
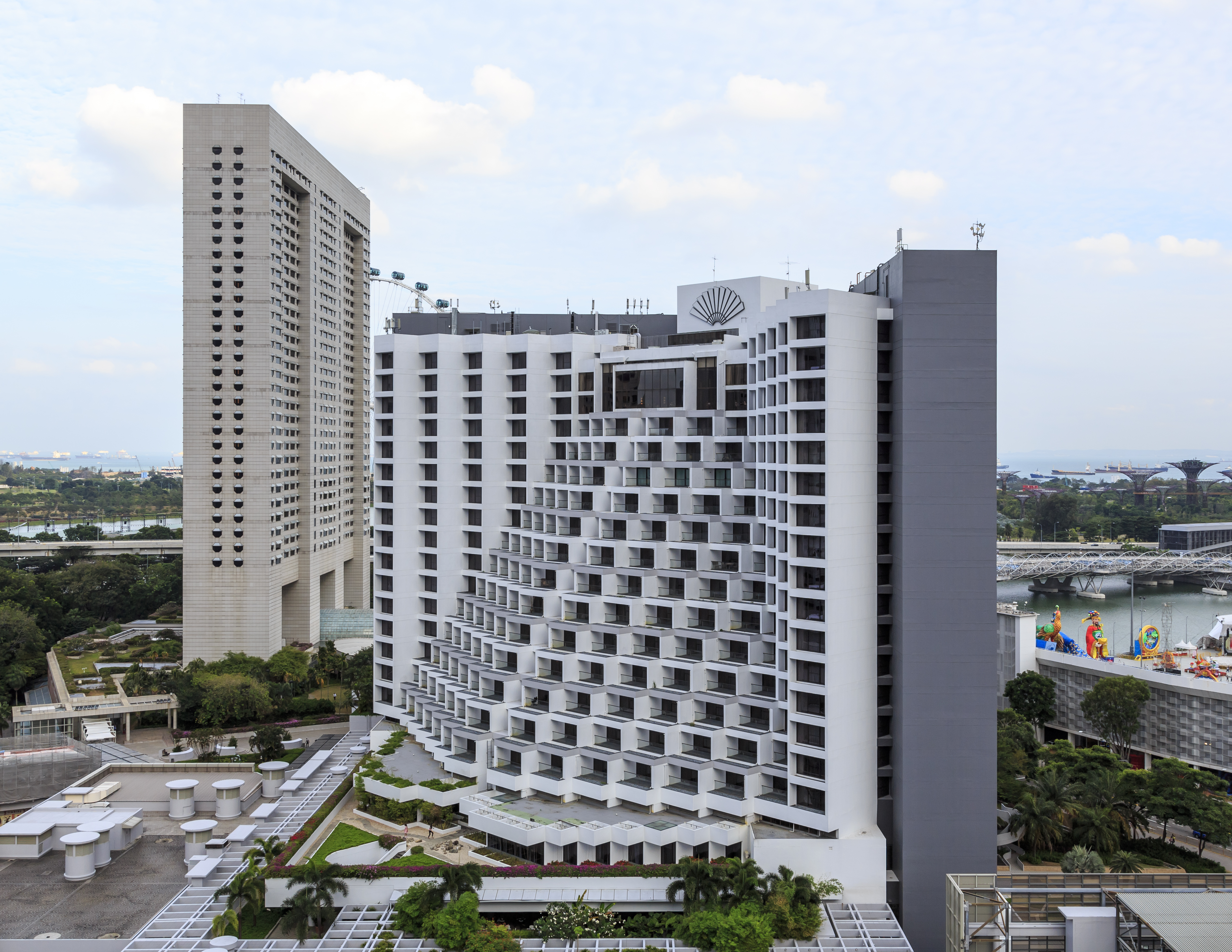
新加坡文華東方酒店
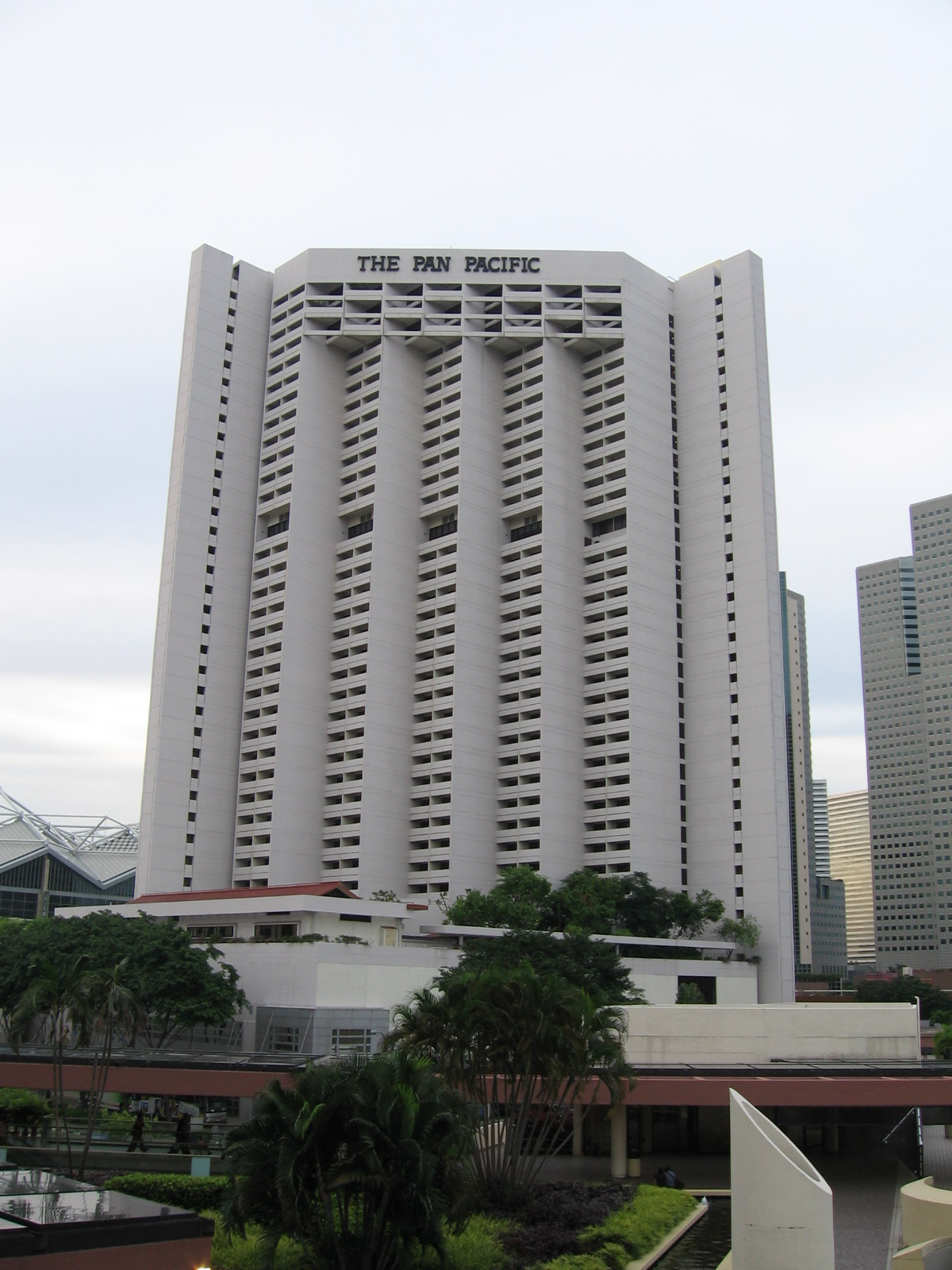
新加坡泛太平洋酒店
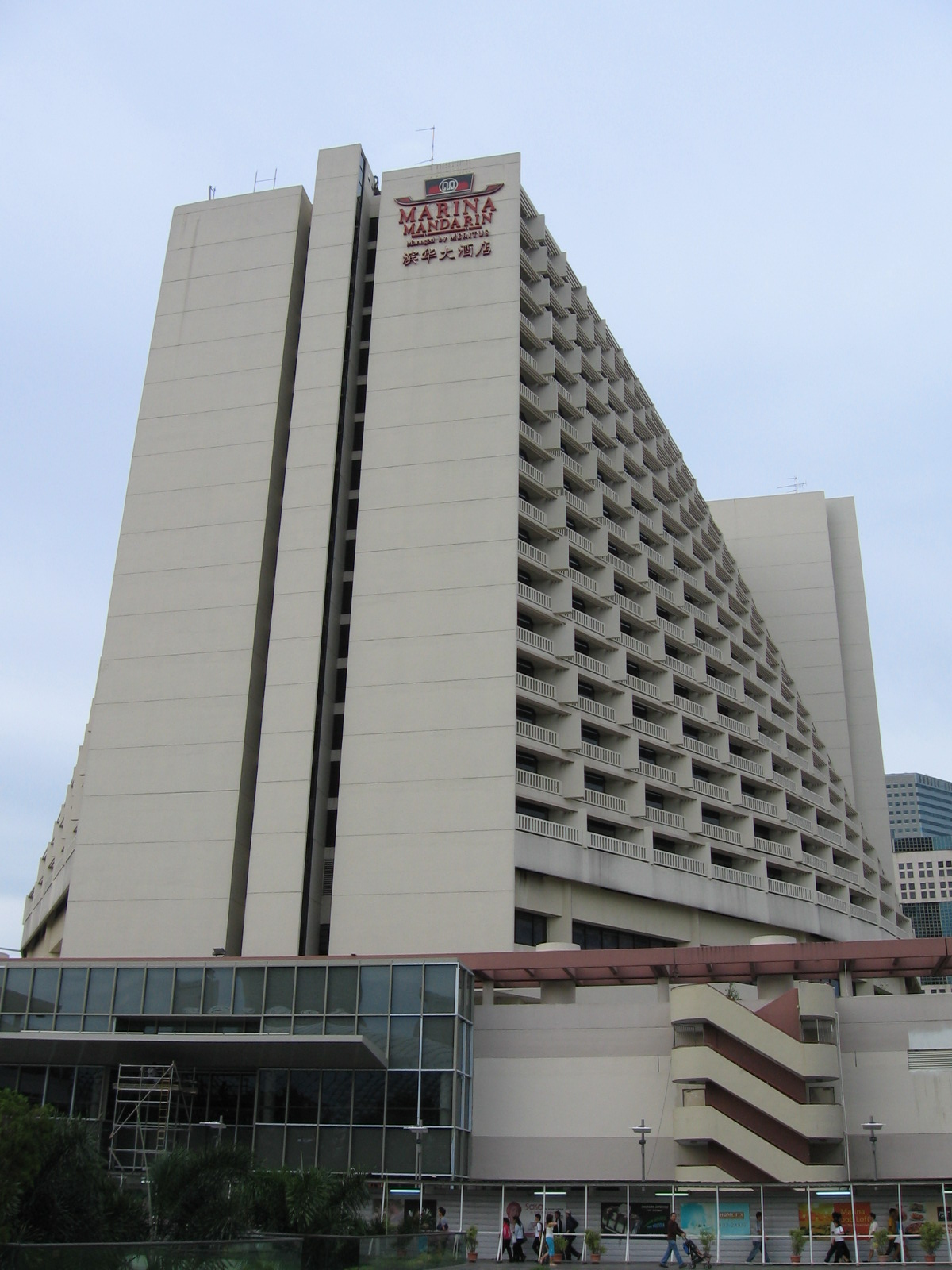
新加坡滨华大酒店